# Nati nel 1913/Settembre
| Questa pagina contiene informazioni ricavate automaticamente dalle voci biografiche con l'ausilio del template Bio e di un bot. L'aggiornamento è periodico e automatico e ricostruisce completamente la pagina. Se manca una persona in questa lista, sei pregato di non aggiungerla, ma accertati piuttosto che la sua voce biografica contenga il template Bio e che i dati anagrafici siano correttamente compilati. Se il template Bio manca, inseriscilo tu stesso o, in alternativa, metti l'avviso {{tmp\|Bio}} che ne segnala la mancanza. Se i dati riportati sono sbagliati, correggi direttamente la voce biografica; le modifiche saranno visibili in questa lista entro pochi giorni. Per chiarimenti vedi il progetto biografie. La lista contiene solo le 137 persone che sono citate nell'enciclopedia e per le quali è stato implementato correttamente il template Bio. Pagina aggiornata al 18 lug 2025. |

- 1º settembre - Renzo Ildebrando Bocchi, giornalista, poeta e partigiano italiano († 1944)
- 1º settembre - Christian Nyby, regista e montatore statunitense († 1993)
- 1º settembre - Michail Dmitrievič Rjumin, politico sovietico († 1953)
- 2 settembre - Ettore Falchi, pittore italiano († 1989)
- 2 settembre - Izrail' Moiseevič Gel'fand, matematico sovietico († 2009)
- 2 settembre - Ursula Hirschmann, politica e antifascista tedesca († 1991)
- 2 settembre - Pak Song-chol, politico e militare nordcoreano († 2008)
- 2 settembre - Bill Shankly, calciatore e allenatore di calcio britannico († 1981)
- 3 settembre - Ignacio Agustí Peypoch, scrittore e giornalista spagnolo († 1974)
- 3 settembre - Alan Ladd, attore statunitense († 1964)
- 3 settembre - Luigi Raybaudi Massilia, giornalista, editore e filatelista italiano († 2003)
- 4 settembre - Renato Castellani, regista e sceneggiatore italiano († 1985)
- 4 settembre - Claudio Cianca, partigiano e politico italiano († 2015)
- 4 settembre - Mickey Cohen, mafioso statunitense († 1976)
- 4 settembre - Walter D'Odorico, calciatore italiano († 1996)
- 4 settembre - Stanford Moore, biochimico statunitense († 1982)
- 4 settembre - Guido Rattoppatore, partigiano italiano († 1944)
- 4 settembre - Kenzō Tange, architetto e urbanista giapponese († 2005)
- 5 settembre - Kathleen Burke, attrice statunitense († 1980)
- 5 settembre - Sandro Calvesi, allenatore di atletica leggera italiano († 1980)
- 5 settembre - Vittorio Gleijeses, storico e paroliere italiano († 2001)
- 5 settembre - Günther Ziehl, ingegnere e imprenditore tedesco († 2002)
- 6 settembre - Loris Borgioli, calciatore e allenatore di calcio italiano († 1993)
- 6 settembre - Germinal Concordia, partigiano, anarchico e politico italiano († 1980)
- 6 settembre - Gustave Danneels, ciclista su strada e pistard belga († 1976)
- 6 settembre - Riccardo Di Santo, calciatore e allenatore di calcio italiano († 2004)
- 6 settembre - Henri Disy, pallanuotista belga († 1989)
- 6 settembre - Marie-Thérèse Eyquem, attivista francese († 1978)
- 6 settembre - Georg Friedel, calciatore tedesco († 1987)
- 6 settembre - Julie Gibson, attrice statunitense († 2019)
- 6 settembre - Ben Goldfaden, cestista statunitense († 2013)
- 6 settembre - Kenneth Kennedy, pattinatore di velocità su ghiaccio, hockeista su ghiaccio e dirigente sportivo australiano († 1985)
- 6 settembre - Leônidas, calciatore e allenatore di calcio brasiliano († 2004)
- 6 settembre - Ross Munro, giornalista e editore canadese († 1990)
- 7 settembre - Martin Charteris, barone Charteris di Amisfield, ufficiale scozzese († 1999)
- 7 settembre - Livio Galanti, critico letterario italiano († 1995)
- 7 settembre - Luigi Giorgi, militare italiano († 1945)
- 7 settembre - Villem Kapp, compositore, organista e docente estone († 1964)
- 7 settembre - Bertalan Papp, schermidore ungherese († 1992)
- 7 settembre - Anthony Quayle, attore britannico († 1989)
- 7 settembre - Oswald Szemerényi, glottologo e linguista ungherese († 1996)
- 7 settembre - Vinicio Tumiati, calciatore italiano
- 8 settembre - Mario Baldini, politico italiano († 2006)
- 8 settembre - Mary Carew, velocista statunitense († 2002)
- 8 settembre - Teresio Ferraroni, vescovo cattolico italiano († 2007)
- 8 settembre - Walter Generati, ciclista su strada italiano († 2001)
- 8 settembre - Antonino La Russa, politico e dirigente d'azienda italiano († 2004)
- 9 settembre - Oscar Stamet, calciatore lussemburghese († 1981)
- 10 settembre - Giovanni Durli, militare e aviatore italiano († 1943)
- 10 settembre - Basappa Danappa Jatti, politico indiano († 2002)
- 10 settembre - Heinrich Kling, militare tedesco († 1951)
- 11 settembre - Bear Bryant, allenatore di football americano statunitense († 1983)
- 11 settembre - Cherubino Comini, calciatore e allenatore di calcio italiano († 1998)
- 11 settembre - Jacinto Convit, medico venezuelano († 2014)
- 11 settembre - Rino Erler, militare italiano († 1978)
- 11 settembre - Gil Turner, animatore, fumettista e regista statunitense († 1977)
- 12 settembre - David King-Wood, attore britannico († 2003)
- 12 settembre - Jesse Owens, velocista e lunghista statunitense († 1980)
- 12 settembre - Giambattista Roggia, bibliotecario italiano († 2011)
- 12 settembre - Rodolfo M. Taboada, scrittore, giornalista e umorista argentino († 1987)
- 13 settembre - Giovanni Bonanno, militare e aviatore italiano († 1940)
- 13 settembre - Flavio Danieli, generale e aviatore italiano († 2001)
- 13 settembre - Roy Engel, attore statunitense († 1980)
- 13 settembre - Tadao Horie, calciatore giapponese († 2003)
- 13 settembre - Wando Persia, calciatore e allenatore di calcio italiano († 1979)
- 13 settembre - Julián Vergara, calciatore spagnolo († 1987)
- 14 settembre - Annalisa Ericson, attrice svedese († 2011)
- 14 settembre - Sergio Laghi, militare italiano († 1936)
- 14 settembre - Gabrio Lombardi, giurista e politico italiano († 1994)
- 14 settembre - Severino Varela, calciatore uruguaiano († 1995)
- 14 settembre - Mario Zagari, giornalista, politico e partigiano italiano († 1996)
- 14 settembre - Jacobo Arbenz Guzmán, politico e militare guatemalteco († 1971)
- 15 settembre - Francesco Amadio, vescovo cattolico italiano († 2000)
- 15 settembre - John Newton Mitchell, politico statunitense († 1988)
- 15 settembre - Johannes Steinhoff, generale e aviatore tedesco († 1994)
- 15 settembre - Mario Venanzi, politico e avvocato italiano († 1995)
- 16 settembre - Félicien Marceau, scrittore e saggista belga († 2012)
- 16 settembre - Giacomo Soliman, militare italiano († 1937)
- 17 settembre - Svetislav Glišović, allenatore di calcio e calciatore jugoslavo († 1988)
- 17 settembre - Ata Kandó, fotografa olandese († 2017)
- 17 settembre - Mira Lobe, scrittrice austriaca († 1995)
- 18 settembre - Roald Amundsen, calciatore norvegese († 1985)
- 18 settembre - Georg Bochmann, generale tedesco († 1973)
- 18 settembre - Mou Zuoyun, cestista, allenatore di pallacanestro e dirigente sportivo cinese († 2007)
- 19 settembre - Frances Farmer, attrice statunitense († 1970)
- 19 settembre - Miguel Fisac, architetto, urbanista e pittore spagnolo († 2006)
- 19 settembre - Rocco Montano, critico letterario e storico della letteratura italiano († 1999)
- 19 settembre - Paolo Vannucci, calciatore italiano († 1975)
- 20 settembre - John Collins, chitarrista statunitense († 2001)
- 20 settembre - Herbert Hagen, militare e criminale di guerra tedesco († 1999)
- 20 settembre - Aldo Natoli, politico e antifascista italiano († 2010)
- 20 settembre - Francesco Patti, ciclista su strada italiano († 2004)
- 20 settembre - Sidney Dillon Ripley, ornitologo statunitense († 2001)
- 21 settembre - Georges Aeby, calciatore svizzero († 1999)
- 21 settembre - Bruno Bozzolo, calciatore e allenatore di calcio italiano († 1994)
- 21 settembre - Grace Bradley, attrice statunitense († 2010)
- 21 settembre - Janet Ertel, cantante statunitense († 1988)
- 21 settembre - Laura Lombardo Radice, partigiana, politica e pacifista italiana († 2003)
- 22 settembre - Oszkár Abay-Nemes, nuotatore ungherese († 1959)
- 22 settembre - Mario Jsmaele Castellano, arcivescovo cattolico italiano († 2007)
- 22 settembre - Mirko Tarana, pallanuotista jugoslavo († 1945)
- 22 settembre - Giovanni Valetti, ciclista su strada italiano († 1998)
- 23 settembre - Luigi Caneppele, aviatore e militare italiano († 1942)
- 23 settembre - Vincenzo Cardone, politico italiano
- 23 settembre - Carl-Henning Pedersen, pittore danese († 2007)
- 23 settembre - Sándor Tarics, pallanuotista ungherese († 2016)
- 23 settembre - Tokutarō Ukon, calciatore giapponese († 1944)
- 23 settembre - Piera Verri, cestista italiana († 2006)
- 24 settembre - Herb Jeffries, cantautore e attore statunitense († 2014)
- 24 settembre - Matteo Pedrali, pittore italiano († 1980)
- 24 settembre - Gaetano Pinto, calciatore italiano († 1994)
- 24 settembre - Per Sørensen, militare danese († 1945)
- 25 settembre - Josef Bican, calciatore e allenatore di calcio austriaco († 2001)
- 25 settembre - Norman O. Brown, letterato statunitense († 2002)
- 25 settembre - Charles Helou, politico libanese († 2001)
- 25 settembre - Maria Tănase, cantante romena († 1963)
- 26 settembre - Lewis White Beck, filosofo statunitense († 1997)
- 26 settembre - Alberto Bemporad, politico italiano († 2007)
- 26 settembre - Gian Antonio Micheli, giurista italiano († 1980)
- 27 settembre - Siro Angeli, poeta, drammaturgo e sceneggiatore italiano († 1991)
- 27 settembre - Albert Ellis, psicologo statunitense († 2007)
- 27 settembre - Aimone Landi, ciclista su strada italiano († 1972)
- 27 settembre - Margery Mason, attrice e regista britannica († 2014)
- 27 settembre - Egidio Micheloni, calciatore italiano († 1992)
- 28 settembre - John Brennan, giocatore di football americano statunitense († 1982)
- 28 settembre - Warja Honegger Lavater, illustratrice svizzera († 2007)
- 28 settembre - Alice Marble, tennista statunitense († 1990)
- 28 settembre - Ellis Peters, scrittrice britannica († 1995)
- 29 settembre - Donato Donati, calciatore italiano
- 29 settembre - Frederick Firth, cantante e educatore inglese († 2000)
- 29 settembre - Trevor Howard, attore britannico († 1988)
- 29 settembre - Stanley Kramer, regista e produttore cinematografico statunitense († 2001)
- 29 settembre - Silvio Piola, calciatore e allenatore di calcio italiano († 1996)
- 29 settembre - Mihaela Adelgundis Černic, pittrice slovena († 2016)
- 30 settembre - Cholly Atkins, ballerino statunitense († 2003)
- 30 settembre - Samuel Eilenberg, matematico polacco († 1998)
- 30 settembre - Bill Walsh, fumettista e sceneggiatore statunitense († 1975)